# Senaki (municipalité)
La municipalité de Senaki (en géorgien : სენაკის მუნიციპალიტეტი) est un district de la région de Mingrélie-Haute Svanétie en Géorgie, dont la ville principale est Senaki. Au recensement de 2014, il comptait 39 652 habitants.

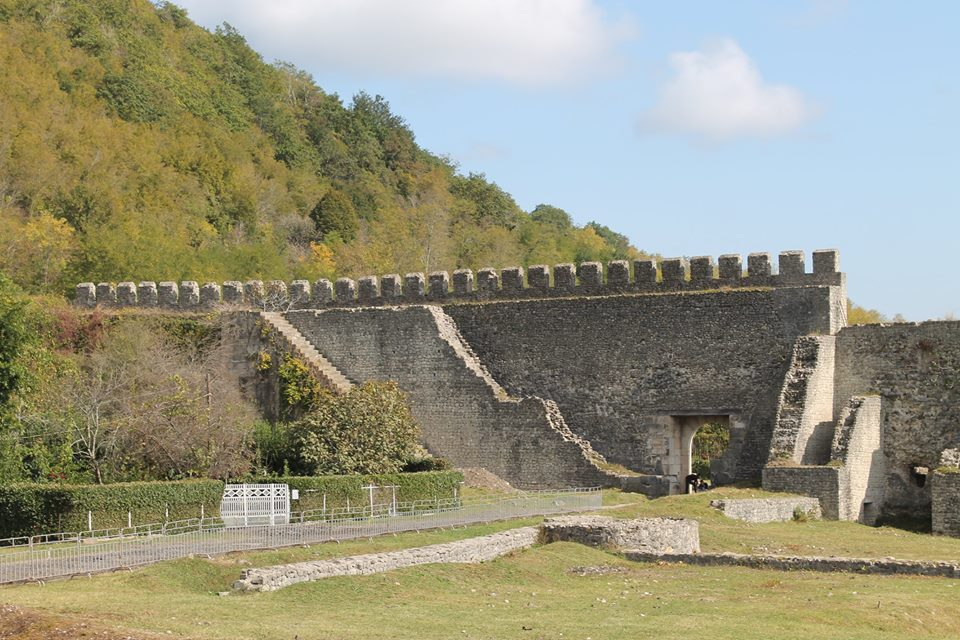
Clôture de Nokalakevi